# Noa
Noa, pseudonimo di Achinoam Nini (in ebraico אחינועם ניני‎?; Tel Aviv, 23 giugno 1969), è una cantante israeliana.
Le sue canzoni sono fortemente influenzate dall'ambiente palestinese, i suoi dolori (la guerra, il terrorismo) e le speranze.

## Biografia
Nata a Tel Aviv da una famiglia di ebrei dello Yemen costretti a fuggire dal loro Paese a causa dell'ostilità instauratasi dopo la proclamazione dello Stato d'Israele, a due anni si trasferisce con la famiglia a New York, dove il padre, docente universitario, aveva ottenuto un incarico.
All'età di 17 anni, a seguito di una profonda crisi d'identità («non ero bianca e non ero nera» ricorda «chi era Achinoam Nini?») decide di fare ritorno in Israele, dove presta servizio militare obbligatorio per due anni. In seguito, Noa ricorderà spesso lo smarrimento di quel periodo: «ero sola, in mezzo a ragazze che parlavano un ebraico che non capivo, si dormiva col fucile sotto il letto».
In Israele conosce il medico pediatra Asher Barak, da lei soprannominato "angelo dallo stetoscopio rosa", che in seguito sposerà. Dal matrimonio nascono tre figli: Ayehli, Enea e Yum.

### Gli anni '90
Al 1991 risale il suo debutto come cantante: Noa diviene celebre anche all'estero per i concerti dal vivo e tournée, in coppia col chitarrista Gil Dor: Achinoam Nini and Gil Dor Live è il titolo del suo primo album. Nel 1994 esce il suo primo lavoro inciso in studio e intitolato semplicemente Noa, da cui è tratto uno dei suoi brani più noti: I Don't Know. Del 1996 è il secondo album in studio, Calling, mentre il 5 luglio dello stesso anno partecipa al concerto di Antonello Venditti a Napoli in piazza del Plebiscito. Nel 1997 viene scelta da Roberto Benigni per interpretare Beautiful That Way, tema principale della colonna sonora del suo film La vita è bella, scritta da Nicola Piovani. Il brano verrà poi inserito nel fortunato album Blue Touches Blue (2000). In quello stesso anno collabora con Pino Daniele, nell'album Dimmi cosa succede sulla terra con la canzone The desert in my head.

### Gli anni 2000
Nel 2001, a settembre, nell'ambito dell'Annuale meeting "United Artists for Peace" promosso dai Frati Francescani di Assisi, viene insignita del premio "Artista per la Pace". Nel 2002 esce l'album Now, in cui la cantante include anche una raffinata e personale reinterpretazione della hit Eye in the Sky, lanciata venti anni prima dagli Alan Parsons Project. Il 16 ottobre 2003 Noa riceve la nomina di ambasciatrice di buona volontà dalla Organizzazione per l'Alimentazione e l'Agricoltura delle Nazioni Unite (FAO). Il 2 luglio 2005 partecipa, insieme ad alcuni tra i più popolari artisti italiani, al concerto romano del Live 8 al Circo Massimo.
Nel 2006 è in gara al Festival di Sanremo col brano Un discorso in generale, insieme a Carlo Fava e Solis String Quartet: pur non riuscendo ad accedere alla serata finale, il brano ottiene il Premio della Critica Mia Martini. Il 1º giugno dello stesso anno viene insignita al Quirinale dell'onorificenza di Cavaliere dell'Ordine della Stella d'Italia, che ne attesta la particolare benemerenza nella promozione del prestigio nazionale all'estero. Sempre nel 2006 riceve il prestigioso Premio Tenco, nell'ambito della Rassegna della canzone d'autore di Sanremo, come miglior operatore culturale. In dicembre riceve dal Comune di Crotone anche il "Premio Pace e Libertà".
Il 29 settembre 2007 Noa ottiene un nuovo, prezioso riconoscimento in Sardegna grazie alla Fondazione Maria Carta, che la premia non solo come grande interprete della tradizione israeliana, nonché «voce del Mediterraneo», ma anche per la sua attenzione verso i temi della cultura e della musica sarda, come dimostrano le diverse esibizioni al fianco di Andrea Parodi, Anna Loddo e di Elena Ledda. Nel 2008, mentre Noa è in attesa del suo terzo figlio, esce l'album Genes & Jeans, titolo tratto dall'omonimo brano dedicato alla madre.
Nel maggio 2009 Noa rappresenta Israele, in coppia con la connazionale Mira Awad, alla 54ª edizione dell'Eurovision Song Contest in programma a Mosca, con la canzone - interpretata in inglese, ebraico e arabo - There Must Be Another Way, superando la semifinale e classificandosi al 16º posto. Il 5 giugno dello stesso anno è madrina della Costa Pacifica a Genova, mentre l'11 agosto è protagonista, insieme a Mira Awad, della "Notte di Stelle e di Pace" al santuario di San Francesco di Paola, dove riceve il premio di Fatti di Musica, rassegna del miglior live d'autore diretta da Ruggero Pegna.
Nel 2011 pubblica l'album Noapolis, in cui la cantante riprende alcuni tra i più bei brani della canzone classica napoletana, fra cui Santa Lucia luntana e I' te vurria vasà, presentate in anteprima a Napoli il 6 dicembre 2010. L'8 marzo 2011, in avvio del nuovo tour, la cantante viene nuovamente premiata da Fatti di Musica con il "Riccio d'Argento" a Catanzaro, con la seguente motivazione: "A Noa, donna e artista dal fortissimo impegno sociale e civile, per la promozione mondiale del patrimonio musicale italiano attraverso il nuovo album Noapolis e l'attenzione da sempre rivolta alla musica e alla cultura del nostro Paese". Nel 2012 ritorna al Festival di Sanremo duettando con Eugenio Finardi nel corso della serata intitolata W l'Italia nel mondo: Noa si esibisce in Torna a Surriento e Beautiful That Way, quest'ultima già proposta in qualità di ospite internazionale al Sanremo del 2000.

### Dal 2014
Nel 2014, dopo quattro anni di lavorazione al fianco di Gil Dor  (chitarrista, arrangiatore, compositore), Noa ritorna con un nuovo album intitolato Love Medicine, al quale partecipano anche grandi jazzisti tra cui Pat Metheny, altro suo storico collaboratore nonché produttore anche del suo primo lavoro nel 1994, che per l'occasione compone il brano Eternity in beauty. Scrivono anche Joaquín Sabina (You-tù) e Gilberto Gil (Shalom a paz). Fra gli altri brani che compongono il disco, anche Little star, in cui Noa tocca per la prima volta l'argomento della Shoah e due cover come Eternal Flame delle Bangles, e Happy song di Bobby McFerrin. Joaquín Sabina è anche guest star di alcune date del tour europeo di Noa, intrapreso in estate con oltre 15 date solo in Italia.
Il 24 luglio 2014, Pompeo Benincasa, storico agente della cantante dal 1992, rilascia un comunicato stampa denunciando «l'inizio di un ostracismo in Italia che segue quello che Noa subisce da diversi anni in Israele, testimoniato anche dall'assenza totale di concerti di Noa nella sua terra a dispetto della sua fama internazionale e delle sue doti artistiche...» e lamentando la cancellazione del concerto fissato per il 27 ottobre 2014 al Teatro Manzoni di Milano, da parte dell'associazione Adei-Wizo-Donne Ebree d'Italia, in seguito alle recenti dichiarazioni di Noa in favore di una risoluzione del sanguinoso conflitto tra Israele e Palestina, nelle quali l'artista ha affermato di non condividere affatto l'operato di Netanyahu: «Il premier israeliano non sta lavorando per la pace. Dobbiamo cambiare le cose. Prego perché possiamo avere un governo nuovo che desidera la pace e spero che, se questo avverrà, in quel momento anche i palestinesi abbiano le stesse intenzioni mettendo fine così a quel triste tango che tiene in bilico la mia terra tra speranza e delusione...».
Due giorni prima, in una lettera aperta pubblicata sul suo blog, la cantante esprime tutto il suo sgomento riguardo alla difficilissima fase del conflitto attualmente in corso, attaccando «i sermoni dei rabbini Ginsburg e Lior, che parlano della morte romantica e dell'omicidio nel nome di Dio» nonché «le incredibili parole di razzismo scritte da alcuni miei connazionali, le urla di gioia quando i bambini palestinesi vengono uccisi, il disprezzo per la vita umana. (...) Il fatto che abbiamo la stessa fede religiosa e lo stesso passaporto per me non vuol dire nulla. Io non ho niente a che fare con certa gente. Allo stesso modo, anche gli estremisti dell'altra parte sono miei acerrimi nemici. Ma la loro ira non è soltanto diretta verso di me, ma anche verso i moderati della loro stessa società; il che fa di noi fratelli in armi! Proprio come esorto gli Arabi moderati, ovunque essi siano, a fare tutto ciò che è in loro potere per respingere l'estremismo, non ho alcuna intenzione di chiudere gli occhi dinanzi alle responsabilità nostre per il fallimento in atto...».
La cantante ha poi continuato a criticare duramente la leadership di Benjamin Netanyahu, accusandolo di aver fatto «ogni cosa in suo potere per reprimere ogni intervento di riconciliazione. Ha indebolito ed insultato Abu Mazen, leader della più moderata OLP, che ha più volte ribadito di essere interessato alla pace. Quando Abu Mazen ha fatto quelle dichiarazioni sull'olocausto, chiamandolo la più immane tragedia nella storia umana, lo hanno deriso e liquidato senza dargli peso. Non hanno rispettato gli accordi che essi stessi hanno firmato», e concludendo con un ennesimo appello alla riappacificazione: «Se ci rifiutiamo di riconoscere i diritti di entrambe le parti e di farci carico dei nostri obblighi, se ciascuno di noi rimane aggrappato alla propria versione, con disprezzo e sprezzo di quella dell'altro, se continuiamo a preferire le spade alle parole, se santifichiamo la terra e non le vite dei nostri figli, saremo presto tutti costretti a cercare una colonia sulla Luna, perché la nostra terra sarà così zuppa di sangue e così intasata di lapidi che non vi resterà più niente per vivere».
Nel marzo 2019 pubblica il nuovo disco Letters to Bach, progetto discografico prodotto da Quincy Jones, che nasce dalla profonda ammirazione di Noa per il genio del compositore tedesco Johann Sebastian Bach. Nell'album, Noa riprende 12 brani musicali di Bach, arricchendoli con le sue parole, grazie ai testi in inglese ed ebraico, ispirati a temi che spaziano dalla sfera personale a una più universale. Gli arrangiamenti per chitarra sono stati realizzati da Gil Dor. Nel marzo 2020, durante il lockdown nazionale istituito a causa della pandemia di COVID-19, è scelta dal ministero degli affari esteri per diffondere nel mondo un messaggio video di promozione della cultura italiana assieme ad Andrea Bocelli, Renato Zero, Alberto Angela, Mezzotono, Tiziano Ferro, Massimo Ranieri, Mario Biondi, Gilberto Gil, Paolo Conte ed Uto Ughi.

## Premi
- 2001 - Premio Artista per la Pace
- 2006 - Premio della Critica del Festival della canzone italiana "Mia Martini" al Festival di Sanremo 2006
- 2006 - Premio Pace e Libertà istituito dal Comune di Crotone
- 2006 - Premio Tenco
- 2007 - Premio Maria Carta
- 2009 - Premio di "Fatti di Musica", rassegna del miglior live d'autore (Santuario di San Francesco da Paola)
- 2012 - Premio "Horcynus Orca" per il suo impegno nella promozione del dialogo fra Israele e paesi arabi e nel riconoscimento dei diritti delle donne in Medioriente.
- 2015 - Premio "Taobuk Award", assegnato da Taobuk per il suo impegno per la pace nel mondo.
- 2018 - Premio Un Ponte tra le Stelle per l'impegno a favore dei Diritti Umani di Fatti di Musica Festival a Cosenza

## Discografia

### Album in studio
- Achinoam Nini and Gil Dor (1993)
- Noa (1994)
- Calling (1996)
- Achinoam Nini (1997)
- Blue Touches Blue (2000)
- Now (2002)
- Napoli-Tel Aviv (2006)
- Genes & Jeans (2008)
- There Must Be Another Way (2009)
- Noapolis - Noa Sings Napoli (2011)
- Love Medicine (2014)
- Letters to Bach (2019)
- Afterallogy (2021)

### Raccolte
- First Collection (2001)
- Noa Gold (2003)
- There Must Be Another Way - con Mira Awad (2009)

### Live
- Achinoam Nini and Gil Dor Live (Luglio 1991)
- Achinoam Nini & the Israel Philharmonic Orchestra (Aprile 1998)
- Noa Live - DVD/Double CD with the Solis Quartet (Ottobre 2005)
- Napoli-Tel Aviv (Settembre 2006)

### Singoli
- Mishaela (Be'eineiha) (1992)
- Uri (Akara) (1992)
- He (Boi Kala) (1993)
- Nocturno (Keren Or) (1993)
- I Don't Know (1994)
- Ave Maria (1994)
- Wildflower (1995)
- Child of Man (1995)
- U.N.I (1996)
- Too Proud (1996)
- Lama (1996)
- Mark of Cain (1996)
- By the Light of the Moon (1996)
- Vivre (1997)
- Nanua (1997)
- Mushrooms (Pitriot) (1997)
- But Love (Aval Ahava) (1997)
- Babel (1999)
- One Becomes Two (1999)
- Beautiful That Way (2000)
- If I Give You Everything (2000)
- The Beauty of That (2000)
- Again and Again (Otra Vez) (2001)
- Eye in the Sky (2002)
- We (2002)
- Now Forget (2003)
- Shalom, Shalom (2003)
- Dreamer (2008)
- Genes & Jeans (2008)
- There Must Be Another Way (2008)
- Someone Out There (Yesh Ey Sham) (2011)
- There Were Nights (Hayu Leilot) (2011)
- Autumn Wind (Ruach Stav) (2011)
- Lullabye (Shir Eres) (2011)
- Nothing But a Song (2014)